# Royal Lodge
Royal Lodge es una casa catalogada de grado II en Windsor Great Park en Berkshire, Inglaterra, a media milla al norte de Cumberland Lodge y 3,2 millas (5,1 km) al sur del Castillo de Windsor. Parte de Crown Estate, fue la residencia de Windsor de la Reina Isabel, la Reina Madre, desde 1952 hasta su fallecimiento allí en el 2002, a la edad de 101 años. En el 2004 se convirtió en la residencia oficial del Príncipe Andrés, Duque de York, y su familia. En el 2023, se informó que a Andres se le había ofrecido la cabaña Frogmore Cottage de cinco habitaciones más pequeña, hasta entonces la residencia en el Reino Unido del príncipe Harry, duque de Sussex y su familia, a quienes el Palacio de Buckingham había emitido un aviso de desalojo.

## Historia

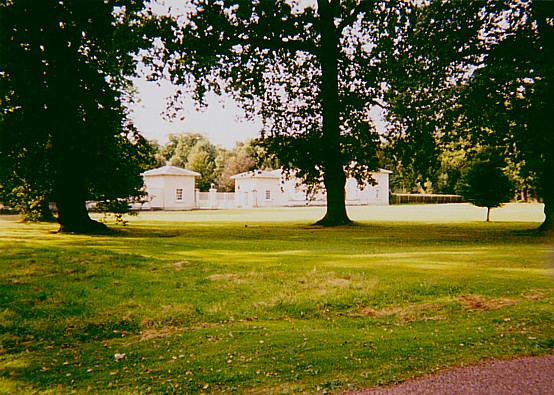
Entradas principales del lugar en 1999

Royal Lodge data originalmente de mediados del siglo XVII, había una casa en el sitio en 1662. En 1750, la pequeña casa de ladrillos de estilo Queen Anne se usaba junto con la lechería adyacente. En ese momento, se conocía de diversas formas como Lower Lodge, para distinguirlo de Cumberland Lodge, entonces conocido como Great Lodge o Dairy Lodge.
Desde mediados del siglo XVIII, fue el hogar del topógrafo militar y artista Thomas Sandby (hermano del más conocido Paul), como Guardabosques Adjunto del Gran Parque. La casa se conocía entonces como la Casa del Guardabosques Adjunto.
Se amplió en 1792 y fue el hogar de Joseph Frost, el alguacil del parque, y luego del superintendente general de granjas, después de la muerte de Sandby.
Jorge, Príncipe de Gales (más tarde Rey Jorge IV), planeó reconstruir Cumberland Lodge después de convertirse en príncipe regente. Usó el Lower Lodge como alojamiento temporal en 1812. John Nash realizó modificaciones y adiciones para Jorge.
Las capillas de Royal y Cumberland Lodges resultaron demasiado pequeñas para las casas reales a principios del siglo XIX, y la Capilla Real de Todos los Santos fue construida en 1825 por Jeffry Wyatville, a menos de cien yardas de Royal Lodge.
Ahora era una cabaña grande y elaborada en el estilo contemporáneo de la cabaña orné, con techos de paja, terrazas y un jardín de invierno. Se hizo conocida como la cabaña del príncipe regente después de que el príncipe se mudara a ella en 1815. Se abandonó la renovación de Cumberland Lodge.
Se hicieron adiciones después de 1820. En 1823, Jeffry Wyatt (más tarde Sir Jeffry Wyatville) sucedió a Nash como arquitecto, y la casa (conocida ahora como "King's Cottage") se hizo conocida como Royal Lodge a fines de la década de 1820.
Después de 1830, el rey Guillermo ordenó la demolición de toda la casa, excepto el conservatorio. Volvió a ser residencia en 1840, y sirvió de alojamiento a varios oficiales de la Casa Real hasta 1843, y de 1873 a 1931.
Los terrenos se extienden a 98 acres (40 hectáreas), en parte bajo su propio jardinero jefe, pero en su mayoría bajo la responsabilidad de los Comisionados de Crown Estates. Si bien la casa ha crecido poco a poco desde la década de 1840 y sigue siendo relativamente pequeña e informal, los terrenos tienen un plan unificador. Este fue el resultado del trabajo realizado por el duque y la duquesa de York en la década de 1930, con la ayuda de Sir Eric Savill, de Windsor Estate.
En 1931, el rey Jorge otorgó Royal Lodge al duque y la duquesa de York (más tarde el rey Jorge VI y la reina Isabel) como retiro campestre. Se agregaron alas en cada flanco en la década de 1930. Hay dos cabañas en la entrada y grupos de tres cabañas a cada lado de las cabañas. El edificio principal tiene unas 30 habitaciones, incluidos 7 dormitorios y un salón (48 por 30 por 30 pies, 14,6 por 9,1 por 9,1 m). El conservatorio original sobrevive. Los terrenos contienen la cabaña en miniatura Y Bwthyn Bach, un regalo a la princesa Isabel cuando era niña por parte del pueblo de Gales en 1932.
El rey Jorge VI y la reina Isabel y sus hijas, las princesas Isabel (más tarde la reina Isabel II) y Margarita, fueron representados en Royal Lodge en la pintura Conversation Piece de Herbert James Gunn de 1950 en Royal Lodge, Windsor.
Después de la muerte de su esposo Jorge VI en 1952, la Reina Madre continuó usando la casa como uno de sus retiros en el campo como residencia de gracia y favor hasta su muerte. La Reina Madre murió en Royal Lodge en marzo del 2002, con su hija, la Reina Isabel II, a su lado.

## Como propiedad del Duque de York y posterior desalojo
En agosto de 2003, Crown Estate concedió al príncipe Andrés, duque de York, un contrato de arrendamiento por 75 años. La propiedad arrendada incluía Royal Lodge, Gardener's Cottage, Chapel Lodge, seis Lodge Cottages y alojamiento de seguridad policial, además de 40 hectáreas de tierra.
El contrato de arrendamiento requería que el Príncipe Andrés realizara, a su cargo, remodelaciones subestimadas en £ 7,5 millones a precios de septiembre de 2002, sin incluir el IVA. También preveía el pago de una prima de 1 millón de libras esterlinas.
El informe de la Oficina Nacional de Auditoría (NAO) sobre el contrato de arrendamiento indicó que los asesores independientes de Crown Estate habían informado que el trabajo de renovación costaría al menos £ 5 millones y que el príncipe debería tener la opción de comprar el pago de alquiler anual teórico ( fijado en 260.000 libras esterlinas) por 2,5 millones de libras esterlinas.
Una vez que el príncipe se comprometió a gastar 7,5 millones de libras esterlinas en la remodelación, se decidió que no se requeriría ningún alquiler, ya que se le trataría como si hubiera comprado efectivamente el pago de la renta anual teórica porque excedía el mínimo de 5 millones de libras esterlinas requerido para la remodelación. Como resultado, solo se pagó la prima de £ 1 millón a Crown Estate.
No existe ninguna disposición para ninguna revisión adicional del alquiler durante la vigencia del contrato de arrendamiento de 75 años (a diferencia de las revisiones del alquiler previstas en el caso de Bagshot Park, residencia del príncipe Eduardo, duque de Edimburgo, también alquilada a Crown Estate).
El contrato de arrendamiento establece que el príncipe no puede beneficiarse financieramente de ningún aumento en el valor de la propiedad, ya que el dominio absoluto pertenece a Crown Estate. El arrendamiento puede asignarse únicamente a su viuda o a sus dos hijas, la Princesa Beatriz de York y la Princesa Eugenia de York, o un fideicomiso establecido únicamente para su beneficio.
Si el príncipe rescinde el contrato de arrendamiento, la propiedad vuelve a Crown Estate. Tendría derecho a una compensación por los costos de renovación incurridos hasta un máximo de poco menos de £ 7 millones, que se reduce anualmente durante los primeros 25 años, después de lo cual no se paga compensación.
El informe de la NAO establece que, habiendo recibido el asesoramiento de un asesor independiente sobre la transacción, Crown Estate nombró a una segunda firma de asesores independientes para evaluar los detalles del acuerdo de arrendamiento, dada su importancia. El segundo asesor independiente concluyó que el acuerdo era adecuado teniendo en cuenta la necesidad de mantener el control de gestión sobre Royal Lodge y por las implicaciones de seguridad (particularmente en lo que respecta al acceso de la Familia Real a la Capilla Real). Dadas las circunstancias, Crown Estate consideró que se cumplía el requisito de obtener valor por dinero, teniendo en cuenta las consideraciones no financieras relacionadas con el arrendamiento de la propiedad. El uso alternativo, arrendarlo en el mercado comercial, no fue posible.
Después de las renovaciones, el Príncipe Andrés y sus dos hijas se mudaron a la casa en el 2004, tras haber abandonado Sunninghill Park. En 2008, su exesposa Sarah, duquesa de York, se mudó a Royal Lodge y nuevamente compartió una casa con el duque de York. Se ha informado que el valor de mercado abierto de la propiedad habría sido de al menos £ 30 millones a partir de enero del 2022.
Después de que el duque de York renunció a sus funciones públicas en noviembre de 2019, se retiró el asta de la bandera en el techo de Royal Lodge. El asta de la bandera se utilizó anteriormente para enarbolar el estandarte real personal del duque de York cuando residía.
En el 2023, los informes sugirieron que el rey Carlos III recortaría la subvención anual de Andrés, lo que podría dejarlo sin poder pagar los costos de funcionamiento de la Logia, y en su lugar se le había ofrecido la cabaña Frogmore de cinco habitaciones más pequeña, hasta entonces la residencia del Reino Unido del príncipe Harry, duque de Sussex y su familia, a quienes el Palacio de Buckingham les había emitido un aviso de desalojo.